# Nave Island
Nave Island (gälisch: Noamh) ist eine schottische Insel. Sie liegt nur etwa 500 Meter nördlich von Ardnave Point, einem Kap im Nordwesten der Insel Islay, und gehört zur Inselgruppe Innere Hebriden, beziehungsweise administrativ zur Council Area Argyll and Bute. Historisch gehörte Nave zur traditionellen Grafschaft Argyllshire.
Nave Island ist unbewohnt. Der Name leitet sich von dem gälischen Wort für heilig ab und bezieht sich auf eine Kirche und eine Begräbnisstätte auf der Insel. Von der Kirche ist heute nur noch eine Ruine übrig. Dieses als Nave Island Chapel bezeichnete Gebäude ist in den schottischen Denkmallisten eingetragen.

## Geographie

Nave Island nördlich von Islay

Die maximale Nord-Süd-Ausdehnung beträgt etwa 1,5 km, die maximale Breite 650 m. Die Flächenausdehnung beläuft sich auf 37 Hektar. Der höchste Punkt der Insel erhebt sich 34 m über den Meeresspiegel. Nave Islands markiert die westliche Einfahrt des Meeresarmes Loch Gruinart.